# チャック・スワースキー
チャック・スワースキー（Chuck Swirsky､1954年1月30日 - ）は、アメリカ系カナダ人のラジオスポーツアナウンサー、スポーツ解説者、取材者である。

## 来歴
バージニア州ノーフォークで生まれ、インターレイク高校で学ぶ。。WMVPでスポーツラジオの司会者を務め、その後WCKLで働き、WGN-TVの午前中の司会者も務めた。
また、2度目（WTTW信号）のマックス・ヘッドルーム事件において、「俺はヤツ（チャック・スワースキーのこと）より優れてるぜ。」と述べ、スワースキーに電話をかける素振りをして、「この頭のおかしいリベラル野郎め。」と言った話も有名。

## 参考資料
- “Swirsky, Chuck”.   Sportsnet.ca. 2008年2月15日時点のオリジナルよりアーカイブ。2008年4月10日閲覧。